# Kougouri
Kougouri est une localité située dans le département de Kaya de la province du Sanmatenga dans la région Centre-Nord au Burkina Faso.

## Géographie
Kougouri est situé à 3 km au sud de Napalgué, à 3 km à l'ouest de Sian, à environ 25 km à l'ouest du centre de Kaya, la principale ville de la région. Le village est à environ 5 km au nord de la route régionale 14 reliant Kaya à Mané.

## Histoire
Le site du village de Kougouri est très ancien comme l'attestent les éléments de hauts-fourneaux (datant du deuxième millénaire) retrouvés lors de fouilles archéologiques. Le site n'a cependant pas été retenu dans les sites de métallurgie ancienne du fer du Burkina Faso classés au Patrimoine mondial de l'Unesco en 2019, comme le fut celui de Tiwêga près de Kaya.

## Économie
L'agro-pastoralisme est l'activité principale du village permise par l'importante retenue d'eau du lac de barrage de Sian-Kougouri, dont le niveau est conditionné par celui du lac de barrage de Dem en amont.

## Éducation et santé
Les centres de soins les plus proches de Kougouri sont les centres de santé et de promotion sociale (CSPS) de Napalgué ou de Sian tandis que le centre hospitalier régional (CHR) se trouve à Kaya.
Le village possède une école primaire publique qu'il partage avec Sian.